# Pristimantis minutulus
Espèce
Statut de conservation UICN

 DD  : Données insuffisantes
Pristimantis minutulus est une espèce d'amphibiens de la famille des Craugastoridae.

## Répartition
Cette espèce est endémique du centre du Pérou. Elle se rencontre entre 300 et 1 200 m d'altitude dans les régions de Pasco et de Huánuco

## Description

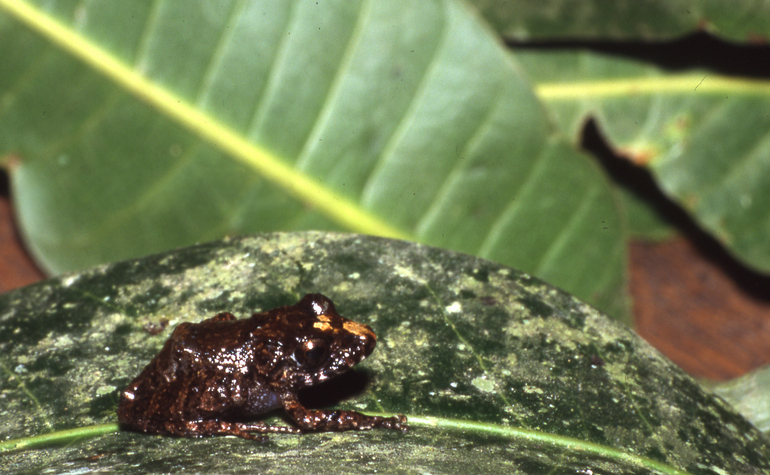
Pristimantis minutulus

Les mâles mesurent de 13,1 à 17,6 mm et les femelles de 17,0 à 20,1 mm,.

## Publication originale
- Duellman & Hedges, 2007 : Three new species of Pristimantis (Lissamphibia, Anura) from montane forests of the Cordillera Yanachaga in central Peru. Phyllomedusa, vol. 6, no 2, p. 119-135 (texte intégral).